# Alyona Alekhina
Alyona « Elena » Alexievna Alekhina (en russe : Алёна Андреевна Алёхина ; née le 19 juin 1988 à Moscou) est une snowboardeuse russo-américaine, notamment devenue mannequin, autrice-compositrice-interprète et musicienne pop suite à un accident handicapant.
Elle est sept fois championne nationale russe de snowboard et deux fois championne d’Europe, mais sa carrière se termine après un accident en 2013.

## Biographie

### Enfance
Alyona Alekhina naît à Moscou et grandit avec un intérêt précoce pour un mode de vie sportif. Elle essaye la gymnastique et le skateboard avant de se concentrer sur le snowboard.

### Carrière sportive
Quand Alyona Alekhina avait dix-sept ans, Quiksilver devient son premier parrain. Elle se prépare à participer aux Jeux olympiques d’hiver de 2014 à Sotchi quand, en avril 2013, elle a été victime d'une grave blessure à la moelle épinière alors qu’elle tournait une publicité pour Quiksilver au Mammoth Mountain Ski Resort en Californie. Paralysée en-dessous de la taille, elle a subi plusieurs chirurgies et poursuit sa thérapie de réadaptation.

### Carrière après 2013
Alyona Alekhina mène depuis son accident un ensemble cohérent de projets différents, notamment dans la musique, le mannequinat et le travail caritatif. Elle est également ambassadrice de marques de maquillage, de montres et de mode comme Estée Lauder et Bomberg. En tant que musicienne, elle est connue pour ses singles Tired, Coffee Thoughts et Time (Lights on the Balcony).

## Vie personnelle
Elle rencontre Ryan Key, du groupe américain Yellowcard, en 2012, et le couple s’est fiancé la même année. En 2013, un mois après l'accident d’Alyona, le mariage a lieu dans l'unité de soins intensifs de l’hôpital. Le couple divorce finalement.